# ミステリオッソ・ジュニア
ミステリオッソ・ジュニア（Misterioso, Jr.、生年不明2月2日 - ）は、メキシココアウイラ州トレオン出身の男性プロレスラー（マスクマン）。
別名は「ミステリオッソ2号（Misterioso II）」。

## 来歴
ミステリオッソの実子とも言われていたが、実は叔父にあたる。1995年にスペル・スパイダーのマスクマンでインディマットからデビュー。
2003年にCMLLに登場。第12回CMLLトルネオ・グラン・アルタナティバにペロ・アグアヨ・ジュニアと組んで出場し優勝。「ロス・イホス・デ・アベルノ」やサングレ・アステカ率いる「ポデール・メヒカ」のメンバーで活躍中。2008年8月31日にはエル・ガロを破りメキシコ州ライトヘビー級王座奪取。2009年5月には新日本プロレス後楽園ホール「Dissidence」で来日、2013年1月にも後楽園ホール「NJPW PRESENTS CMLL FANTASTICA MANIA 2013」で来日。

## 得意技
ゴリー・ボム
ゴリースペシャルの体勢で相手をマットに叩き付ける。
ラ・ミステリオッサ
パワースラム
アームドラッグ
トペ・スイシーダ

## 獲得タイトル
- オクシデンテライトヘビー級王座